# Marblepsis xanthoma
Marblepsis xanthoma är en fjärilsart som beskrevs av Collenette 1931. Marblepsis xanthoma ingår i släktet Marblepsis och familjen tofsspinnare. Inga underarter finns listade i Catalogue of Life.